# Egzarchat charkowski
Egzarchat charkowski – egzarchat Ukraińskiego Kościoła greckokatolickiego, powstały 2 kwietnia 2014 z podziału egzarchatu doniecko-charkowskiego na egzarchat doniecki i egzarchat charkowski.